# Mythbuntu
Mythbuntu — основанная на Ubuntu операционная система для медиа-центров. Цель данной операционной системы — максимально упростить установку MythTV на HTPC. Это делает её похожей на KnoppMyth и Mythdora. Mythbuntu имела такой же цикл разработки, как и Ubuntu.
Поддержка и обновление Mythbuntu прекращена в 2016 году. Сайт mythbuntu.org больше не существует.

## Рабочее окружение
В качестве окружения рабочего стола используется Xfce, и пользователь может установить другое окружение, например, GNOME или KDE. В поставку входит только программное обеспечение для работы с медиа-файлами, как VLC, Amnux и Rhythmbox.